# Porpax gigantea
Porpax gigantea är en orkidéart som beskrevs av Deori. Porpax gigantea ingår i släktet Porpax och familjen orkidéer. Inga underarter finns listade i Catalogue of Life.